# Powiat Kasugai
Powiat Kasugai (jap. 春日井郡 Kasugai-gun) – dawny powiat w Japonii, w prefekturze Aichi.

## Historia
W pierwszym roku okresu Meiji na terenie powiatu znajdowały się 202 wioski. Powiat został założony 20 grudnia 1878 roku.
5 lutego 1880 roku powiat Kasugai został podzielony na dwa mniejsze – powiat Nishikasugai i powiat Higashikasugai, i tym samym został rozwiązany.